# عباس أباد (فولاد لوي الجنوبي)
عباس أباد (بالفارسية: روستای عباس‌آباد) هي منطقة سكنية تقع في إيران في قسم فولاد لوي الجنوبی الريفي. يقدر عدد سكانها بـ 145 نسمة .